# الهادي المقراني
الهادي المقراني (تونس العاصمة, 25 سبتمبر 1924 - تونس العاصمة, 9 جانفي 1998) مطرب تونسي, واسمه الحقيقي الهادي الزواوي.

## بدايته
نشأ الهادي منذ صغره على أصوات كبار المطربين التونسيين آنذاك أمثال الهادي الجويني و حسيبة رشدي و فتحية خيري اللذين كان لهم حفل أسبوعي في المقهى الذي يديره والده والواقع في باب الجزيرة في تونس، والعرب كـعبد الوهاب و فريد الأطرش و سيد درويش الذي كان يستمع إلى روائعهم عبر الأثير أو عبر الأسطوانات التي كانت تذاع في ذاك المقهى. وبفضل جمال صوته وحفظه لهذه الأغاني، كان الهادي يغنّي في بعض الأفراح إلى أن شدَّ صوته انتباه الفنانة التونسية فتحية خيري، التي كانت الأولى التي آمنت بموهبته داعية إيّاه للانضمام لفرقتها الموسيقية. ومن هنا كانت بدايته.

## فرقة المنار
تعرف الهادي من خلال فرقة فتحية خيري على عازف الكمان والملحن التونسي رضا القلعي، الذي كون معه ثنائيا فنيا انطلاقا من تأسيسهما معا لفرقة المنار التي أبدعا من خلالهما وطورا في الفن التونسي من حيث اللحن وطريقة العزف وأدخلا لأول مرة الآلات الأجنبية إلى الأوركسترا التونسي: البيانو والأكورديون.

## أغانيه
- شكون كان يقول
- الدنيا زهات
- الربيع زهى
- الفصول الأربعة
- حبك يا الله
- عودي بين إيديا
- لاش يا عمري لاش
- ليش وحدي نعيش
- هو حبيبي هو
- يا ساحرني برمش عينيك